# 용인서울고속도로
용인서울고속도로(龍仁서울高速道路, Yongin Seoul Expressway, 고속국도 제171호선의 일부)는 경기도 용인시에서 서울특별시 서초구를 잇는 대한민국의 고속도로이다. 오산화성고속도로와는 노선번호가 동일하나 직결되지 않았다. 현재 전 구간 휴게소가 없다.
2005년 10월에 착공하였으며, 2009년 7월 1일에 개통되었다. 개통식은 그보다 하루 전인 6월 30일, 김문수 경기도지사를 비롯한 내빈들의 참석으로 금토 요금소에서 오후 2시부터 진행되었으며, 전면 개방이 다음날인 7월 1일 0시부터 시행되었다. 용인서울고속도로의 개통으로 용인과 서울을 오가는 소요시간은 기존 1시간에서 25분대로 크게 단축되게 되었다. 고속도로는 민간이 건설과 운영을 겸하는 수익형 민자사업(BTO)으로 건설되었으며, 경수고속도로주식회사에 의하여 30년간 운영된다. 총 공사 비용은 1조 5000억원이 소요되었으며, 이 가운데 민간사업자인 경수고속도로주식회사는 5700억원을 투자하였다.

## 역사
- 2002년 9월 16일 : 민간사업 제안서 제출
- 2003년 12월 23일 : 경수고속도로주식회사 법인 설립
- 2004년 11월 3일 : 경기도 용인시 기흥읍 ~ 서울특별시 강남구 구간을 고속국도 제141호선 용인서울고속도로(용인 ~ 서울선)로 지정[2]
- 2004년 12월: 세종포천고속도로의 모태인 용인~서울, 서울~연천 간 고속도로 계획이 수립됨 (당시 남북5축으로 분류)[3]
- 2005년 5월 20일 : 용인서울고속도로 전 구간 기공식
- 2005년 5월 21일 : 고속도로 민간투자사업 1단계 구간 실시계획 승인[4], 2008년 6월까지 고속도로 신설을 위해 경기도 용인시 상현동 ~ 성남시 분당구 운중동 10.68km 구간 도로구역 결정[5]
- 2005년 10월 31일 : 흥덕 나들목 ~ 헌릉 나들목 전 구간 착공
- 2005년 11월 8일 : 유료도로 신설 공사 고시[6]
- 2006년 2월 17일 : 2009년 3월까지 고속도로 신설을 위해 경기도 용인시 기흥구 영덕동 ~ 수원시 영통구 이의동, 경기도 성남시 분당구 운중동 ~ 서울특별시 강남구 세곡동 총 11.64km 구간 도로구역 결정[7]
- 2006년 8월 22일 : 고속도로 민간투자사업 2단계 구간 실시계획 승인[8]
- 2008년 1월 3일 : 고속국도 제171호로 노선번호 변경[9]
- 2008년 1월 28일 : 고속도로 민간투자사업 1단계 구간 실시계획 변경[10]
- 2009년 6월 30일 : 금토 요금소에서 개통식 행사 시행[11]
- 2009년 7월 1일 : 흥덕 나들목 ~ 헌릉 나들목 22.9km 전 구간 개통[12][13]
- 2009년 9월 16일 : 광교 나들목이 광교상현 나들목으로 변경[14]
- 2009년 10월 23일 : 2009년 12월까지 도시계획시설 변경으로 경기도 용인시 성복동, 성남시 심곡동 구간 도로구역 변경[15]
- 2010년 3월 11일 : 용인서울고속도로 민간투자사업 실시계획 변경 승인[16]
- 2010년 12월 28일 : 도로명주소에 흥덕 나들목부터 헌릉 나들목까지 22.9km 구간을 용인서울고속도로로 고시[17]
- 2015년 3월 27일 : 국토교통부고시로 기점을 '경기도 용인시 기흥구 영덕동'으로 명시, 종점을 '서울특별시 강남구'에서 '서울특별시 서초구 내곡동'으로 변경[18]
- 2015년 7월 : 성남 분기점 부산 방향 연결 협약 체결[19]
- 2016년 3월 : 성남 분기점 부산 방향 연결로 설치 공사 착공[19]
- 2016년 4월 : 성남 분기점 양방향 연결 협약 체결[19]
- 2016년 11월 : 성남 분기점 서울 방향 연결로 설치 공사 착공[19]
- 2017년 2월 9일 : 2018년 7월까지 성남 분기점 서울 방향 연결로 설치 공사로 인해 경기도 성남시 수정구 금토동 1.3km 구간 도로구역 변경[20]
- 2018년 7월 12일 : 금토 분기점 진입로 개통[21]
- 2018년 12월 27일 : 금토 분기점 진출로 개통[22]

## 구성
차로수
- 고등 나들목 ~ 헌릉 나들목 : 왕복 4차로
- 흥덕 나들목 ~ 고등 나들목 : 왕복 6차로

총 연장
- 22.9km

제한속도
- 전 구간 최고 100km/h
- 헌릉 나들목 구간 60km/h

(우천시에는 80km/h, 폭우 (태풍), 폭설시에는 전 구간 50km/h)

### 터널
| 터널 이름  | 소재지                        | 길이   | 준공 년도 | 비고      |
| ---------- | ----------------------------- | ------ | --------- | --------- |
| 길마재터널 | 경기도 수원시 영통구 이의동   | 457m   | 2009년    | 상행 방면 |
| 길마재터널 | 경기도 수원시 영통구 이의동   | 417m   | 2009년    | 하행 방면 |
| 성복터널   | 경기도 용인시 수지구 성복동   | 375m   | 2009년    | 상행 방면 |
| 성복터널   | 경기도 용인시 수지구 성복동   | 410m   | 2009년    | 하행 방면 |
| 동천터널   | 경기도 용인시 수지구 동천동   | 435m   | 2009년    | 상행 방면 |
| 동천터널   | 경기도 용인시 수지구 동천동   | 475m   | 2009년    | 하행 방면 |
| 고기터널   | 경기도 용인시 수지구 고기동   | 895m   | 2009년    | 상행 방면 |
| 고기터널   | 경기도 용인시 수지구 고기동   | 890m   | 2009년    | 하행 방면 |
| 하산운터널 | 경기도 성남시 분당구 하산운동 | 1,657m | 2009년    | 상행 방면 |
| 하산운터널 | 경기도 성남시 분당구 하산운동 | 1,677m | 2009년    | 하행 방면 |
| 운중터널   | 경기도 성남시 분당구 운중동   | 815m   | 2009년    | 상행 방면 |
| 운중터널   | 경기도 성남시 분당구 운중동   | 790m   | 2009년    | 하행 방면 |
| 고산터널   | 경기도 성남시 수정구 고등동   | 630m   | 2009년    | 상행 방면 |
| 고산터널   | 경기도 성남시 수정구 고등동   | 560m   | 2009년    | 하행 방면 |
| 고등터널   | 경기도 성남시 수정구 고등동   | 538m   | 2009년    | 상행 방면 |
| 고등터널   | 경기도 성남시 수정구 고등동   | 403m   | 2009년    | 하행 방면 |
| 심곡터널   | 경기도 성남시 수정구 심곡동   | 1,205m | 2009년    | 상행 방면 |
| 심곡터널   | 경기도 성남시 수정구 심곡동   | 1,215m | 2009년    | 하행 방면 |
| 세곡터널   | 서울특별시 강남구 세곡동      | 1,135m | 2009년    | 상행 방면 |
| 세곡터널   | 서울특별시 강남구 세곡동      | 1,130m | 2009년    | 하행 방면 |

### 교량(지하차도포함)
흥덕IC→헌릉IC
- 영덕교
- 금광지하차도
- 신대지하차도
- 여수내지하차도
- 동역지하차도
- 상현교
- 상현1교
- 길마재교
- 성복교
- 서수지IC교
- 수지교
- 대장1교
- 하산운교
- 금토2교
- 금토3교
- 세곡교
- 헌릉IC1교
- 헌릉IC2교
- 헌릉IC3교

## 나들목 · 분기점
- 여기서 숫자는 진출입교차점 (IC 및 JC) 번호를 말하고, TG는 요금소(Tollgate), SA는 휴게소(Service Area)를 뜻한다.
- 거리의 단위는 km이다.

| 번호                           | 이름                           | 로마자 이름                    | 구간 거리                      | 누적 거리                      | 접속 노선 | 소재지                         | 소재지                         | 소재지                         | 비고                                                                               |
| 지방도 제311호선 동부대로 직결 | 지방도 제311호선 동부대로 직결 | 지방도 제311호선 동부대로 직결 | 지방도 제311호선 동부대로 직결 | 지방도 제311호선 동부대로 직결 | 지방도 제311호선 동부대로 직결 | 지방도 제311호선 동부대로 직결 | 지방도 제311호선 동부대로 직결 | 지방도 제311호선 동부대로 직결 | 지방도 제311호선 동부대로 직결                                                     |
| ------------------------------ | ------------------------------ | ------------------------------ | ------------------------------ | ------------------------------ | --- | ------------------------------ | ------------------------------ | ------------------------------ | ---------------------------------------------------------------------------------- |
| 1                              | 흥덕                           | Heungdeok                      | -                              | 0.00                           | 국도 제42호선 (중부대로) 국도 제43호선 (봉영로) 국가지원지방도 제98호선 (중부대로) 지방도 제311호선 (동부대로) 흥덕3로 흥덕중앙로 | 경기도                         | 용인시                         | 용인시                         |                                                                                    |
| 2                              | 광교상현                       | Gwanggyo-Sanghyeon             | 3.20                           | 3.20                           | 국도 제43호선 (창룡대로·포은대로) (석성로) (수원북부순환로) (50호선 영동고속도로)                                                 | 경기도                         | 수원시                         | 수원시                         | 서울방향 진입과 용인방향 진출만 가능 인근 동수원 나들목과 간접 연결 구 광교 나들목 |
| 3                              | 서수지                         | W.Suji                         | 2.10                           | 5.30                           | 성복1로 | 경기도                         | 용인시                         | 용인시                         | 용인방향 진입, 서울방향 진출 시 요금지불                                           |
| TG                             | 서수지 요금소                  | W.Suji TG                      |                                |                                | | 경기도                         | 용인시                         | 용인시                         | 본선요금소                                                                         |
| 4                              | 서분당(고기)                   | W.Bundang(Gogi)                | 5.07                           | 10.37                          | 국가지원지방도 제23호선 (대왕판교로) 지방도 제334호선 (동막로)                                                                    | 경기도                         | 용인시                         | 용인시                         |                                                                                    |
| 5                              | 서판교                         | W.Pangyo                       | 2.83                           | 13.20                          | 국가지원지방도 제57호선 (안양판교로)                                                                                              | 경기도                         | 성남시                         | 성남시                         |                                                                                    |
| TG                             | 금토 요금소                    | Geumto TG                      |                                |                                | | 경기도                         | 성남시                         | 성남시                         | 본선요금소                                                                         |
| 5-1                            | 금토 분기점                    | Geumto JC                      | 3.60                           | 16.80                          | 1호선 경부고속도로 | 경기도                         | 성남시                         | 성남시                         | 용인방향의 경우 경부고속도로(서울방향) 진출 불가능                                 |
| 6                              | 고등                           | Godeung                        | 0.52                           | 17.32                          | 국가지원지방도 제23호선 (대왕판교로) 청계산로                                                                                     | 경기도                         | 성남시                         | 성남시                         | 용인방향 진입과 서울방향 진출만 가능                                               |
| 7                              | 헌릉                           | Heolleung                      | 4.96                           | 22.28                          | 서울특별시도 제41호선 (헌릉로) | 서울특별시                     | 서초구                         | 강남구                         |                                                                                    |
|                                | 서울종점                       |                                | 0.62                           | 22.90                          | | 서울특별시                     | 서초구                         | 강남구                         |                                                                                    |

## 주요 통과지
경기도
- 용인시 기흥구 영덕동 - 수원시 영통구 하동 - 용인시 수지구 상현동 - 수원시 영통구 이의동 - 용인시 수지구 (성복동 - 신봉동 - 동천동 - 고기동) - 성남시 분당구 (대장동 - 하산운동 - 운중동) - 성남시 수정구 (금토동 - 고등동 - 상적동 - 고등동 - 심곡동 - 오야동)

서울특별시
- 강남구 세곡동 - 서초구 내곡동 - 강남구 세곡동 - 서초구 내곡동

## 통행료
용인서울고속도로는 민간 자본에 의하여 건설되고 운영되는 고속도로로, 한국도로공사가 운영하는 고속도로와는 별개의 정산 방식으로 통행료를 징수한다. 개통 당시 구간 통행료는 1,800원이었으나, 2000원으로 인상되었다가 다시 내렸다. 서수지 요금소 통과 시 1,000원, 금토 요금소 통과 시 800원을 징수한다. 또한 흥덕 나들목, 광교상현 나들목에서 서수지 나들목으로 진출하는 차량의 경우는 서수지 나들목 요금소에서 600원을 추가적으로 징수하게 된다. (서수지 나들목에서 흥덕방향 진입도 포함)
아래 통행료는 2015년 10월 29일 조정 기준이다.
| 구분 | 통행료 (2015년 10월 29일 이전) | 통행료 (2015년 10월 29일 이전) | 통행료 (2015년 10월 29일 이전) | 2015년 10월 29일 이후 통행료 | 2015년 10월 29일 이후 통행료 | 2015년 10월 29일 이후 통행료 |
| 구분 | 서수지 요금소                  | 금토 요금소                    | 서수지 나들목                  | 서수지 요금소                | 금토 요금소                  | 서수지 나들목                |
| ---- | ------------------------------ | ------------------------------ | ------------------------------ | ---------------------------- | ---------------------------- | ---------------------------- |
| 경차 | 550                            | 450                            | 300                            | 500                          | 400                          | 250                          |
| 1종  | 1,100                          | 900                            | 600                            | 1,000                        | 800                          | 500                          |
| 2종  | 1,100                          | 900                            | 600                            | 1,000                        | 800                          | 500                          |
| 3종  | 1,100                          | 900                            | 600                            | 1,000                        | 800                          | 500                          |
| 4종  | 1,400                          | 1,000                          | 600                            | 1,300                        | 1,000                        | 600                          |
| 5종  | 1,500                          | 1,100                          | 700                            | 1,500                        | 1,100                        | 600                          |

## 같이 보기
- 경수고속도로 (기업)
- 고속국도 제171호선